# Даниленко, Михаил Васильевич
Михаил Васильевич Даниленко (1918—2002) — советский врач-хирург, доктор медицинских наук, профессор, член-корреспондент Академии медицинских наук СССР (1975), Герой Социалистического Труда.

## Биография
Родился в 1918 году в селе Ново-Сибирск. Член КПСС.
С 1941 года — на хозяйственной, общественной и политической работе. В 1941—2002 гг. — участник Великой Отечественной войны, командир отдельной медицинской санитарной роты, командир медицинского санитарного батальона, военврач 3-го ранга, начальник Управления госпиталей, главный врач Винницкой областной больницы, заведующий Винницким областным отделом здравоохранения, советник министра здравоохранения КНДР, ассистент в Винницком медицинском институте, заведующий кафедрой госпитальной хирургии в Винницком медицинском институте, ректор Львовского медицинского института.
Указом Президиума Верховного Совета СССР от 9 августа 1978 года присвоено звание Героя Социалистического Труда с вручением ордена Ленина и золотой медали «Серп и Молот».
Умер во Львове в 2002 году.